# Lagerfeuer (Roman)
Lagerfeuer ist ein multiperspektivischer Roman von Julia Franck aus dem Jahr 2003, der das Leben von DDR-Flüchtlingen im Notaufnahmelager Marienfelde im West-Berlin der 1970er Jahre erzählt. Franck beleuchtet darin das Leben in der Ungewissheit des Transits, die Frage nach einer politischen Vereinnahmung wie auch die Reklamation des Privaten. Thematisiert werden zudem die Folklorisierung und Dämonisierung des Anderen im Spannungsfeld Ost-West, der Identitätsverlust aufgrund fehlenden Raums, Mutterschaft und Emanzipation, sowie die auf beiden Seiten der Mauer herrschenden Ansprüche auf Wohlstand, Glück und Verständnis.
Der Roman ist in 16 Kapitel aufgeteilt, die aus sich abwechselnden Schilderungen von vier Ich-Erzählern bestehen, deren Lebenswege sie alle ins Notaufnahmelager Marienfelde führen. Diese multiperspektivische Architektur ermöglicht es Franck, die jeweiligen Vergangenheiten, Wahrnehmungen, Begegnungen und Motivationen ihrer Figuren zum Ausdruck zu bringen, und die unterschiedlichen Charaktere durch den Blick aufeinander nicht nur aus der Sicht auf sich selbst, sondern vor allem in der Wahrnehmung anderer darzustellen. Der Leser gewinnt so nicht nur einen tieferen Einblick in die Psychologie der Figuren, als es bei einer Schilderung allein aus Sicht einer Figur möglich wäre; diese Einblicke legen oftmals kontrastierende Interpretationen der Identitäten der Figuren nahe, so dass die „Wahrheit“ zunehmend schwerer zu benennen ist und dem Leser eine eindeutige Orientierung verwehrt bleibt.
Im Zentrum des Romans steht die Übersiedlung der jungen Chemikerin Nelly Senff mit ihren beiden Kindern Katja und Aleksej aus der DDR nach West-Berlin und ihre Erlebnisse im Flüchtlingslager Marienfelde. Eine ältere polnische Frau, Krystyna Jablonowska, die mit ihrem Vater und ihrem Bruder nach Westdeutschland übergesiedelt ist, um den krebskranken Bruder mit westlichen Methoden behandeln zu lassen, ist die zweite Ich-Erzählerin. Zudem wird aus der Perspektive eines Mitarbeiters der CIA erzählt: John Bird führt die Verhöre mit den Flüchtlingen, im Zusammentreffen mit Nelly kommt seine politische Haltung ebenso zum Vorschein wie seine Eheprobleme. Die vierte Perspektive ist die des Schauspielers Hans Pischke, der nach wiederholtem Gefängnisaufenthalt in der DDR von der Bundesrepublik Deutschland freigekauft worden ist, und seit einigen Jahren im Lager lebt.
Der Roman wurde ins Arabische, Dänische, Englische, Französische, Italienische, Kroatische, Niederländische, Polnische, Russische und Spanische übersetzt.

## Inhalt
Nelly Senff siedelt mit ihren beiden Kindern nach West-Berlin über, angeblich um ihre Westberliner Bekanntschaft „Gerd“ zu heiraten. Dieser ist allerdings ein bezahlter Fluchthelfer; Nelly muss ihm, wie der Leser später erfährt, 10.000 Mark für die Fluchthilfe bezahlen. Nach ihrer Ankunft im Lager wird sie unter anderem von dem schwarzen Vietnam-Veteranen John Bird verhört, der als Angehöriger des US-Geheimdienstes mit seiner Frau Eunice in Berlin lebt. John Bird hofft auf eine Beförderung innerhalb der CIA und ist überzeugt von seinem Kampf für die Freiheit im Dienst der USA. Seine Frau Eunice hingegen vereinsamt zunehmend in der fremden Stadt und wendet sich dem Konsum von Marihuana zu. Zwischen John und Nelly entwickelt sich eine Anziehung, die nicht nur in der Diskussion ihrer verschiedenen politischen Einstellungen begründet liegt. Nelly enttarnt die Verhörmethoden des westlichen Geheimdienstes als denen der Stasi gleichend, woraufhin sich beide, auch nach einem One-Night-Stand, zunehmend entfremden. Nelly sieht sich auch im Westberliner Lager als Opfer, als Angeklagte und als ihrer Privatsphäre beraubte Gefangene.
Im Gegensatz zu den meisten anderen Lagerbewohnern ist Nelly aus persönlichen Gründen aus der DDR ausgereist, denn ihr Lebensgefährte Wassilij Batalow, mit dem sie zwei gemeinsame Kinder hat, ist einige Jahre zuvor verschwunden; angeblich hat er Selbstmord begangen. In den Verhören mit dem amerikanischen Geheimdienst gibt sich Nelly stolz und schweigsam, sie reklamiert für sich das Recht auf das Private als Zeichen der Freiheit im Westen.
Der amerikanische Geheimdienst ist auffallend gut über die Beziehung zwischen Wassilij und Nelly informiert; möglicherweise war Wassilij ein in US-Diensten stehender Spion, der enttarnt und deshalb von den DDR-Behörden beseitigt wurde. Nelly verhält sich gegenüber den amerikanischen Verhörbeamten stolz und abweisend, reklamiert vehement ihr Recht auf Privatheit, und zieht ihren Verhörern gegenüber Parallelen zu den andauernden Befragungen in der DDR, denen sie nach der Einreichung ihres Ausreiseantrages ausgesetzt war.
Nellys Kinder Aleksej und Katja werden in der Schule aufgrund ihrer Andersartigkeit und ihres fehlenden Besitzes ausgegrenzt und gehänselt, ihr Sohn wird sogar derart zusammengeschlagen, dass er mehrere Tage im Krankenhaus verbringen muss. Der Haupttäter ist sein Mitschüler Olivier, der Sohn der Familie Rothe, die sich in der Flüchtlingsbetreuung engagiert. Die Familie Rothe ist ein Symbol der selbstgerechten, herablassenden und heuchlerischen Behandlung der DDR-Flüchtlinge durch die westdeutsche Bevölkerung.
Krystyna Jablonowska ist mit ihrem alternden Vater und ihrem krebskranken Bruder Jerzy aus Polen nach Westberlin ausgewandert, um ihm dort eine bessere medizinische Behandlung zukommen lassen zu können. Dafür hat die alleinstehende Frau ihre Karriere als Cellistin aufgegeben. Krystyna trägt einen alten Pelzmantel, der einen Hinweis auf ihr früheres wohlsituiertes Leben in Polen gibt. Im Auffanglager und auch in der Westberliner Gesellschaft verliert Krystyna ihre Identität. Trotz ihrer Deutschkenntnisse gibt ihr Arbeitgeber in einem Schnellrestaurant mehrfach vor, sie nicht verstehen zu können. Nach dem Tod ihres Bruders, dessen Pflege zu Krystynas einziger Motivation wurde, verlässt sie Marienfelde und ihren Vater. Sie ist die einzige unter den vier Erzählern, der es im Laufe des Romans gelingt, das Lager zu verlassen. Mit dieser Handlung verschwindet sie allerdings auch vollständig aus der Erzählung – ein Hinweis auf die identitätsbildende Kraft dieses beengten Miteinanders im Lager. Alle Charaktere existieren nur als Lagerbewohner und in ihrer Wahrnehmung durch Andere, nicht aber als Individuen. Nelly Senff, die Krystyna und ihren Vater kennenlernt, als sie ihre Kinder für ein paar Stunden in ihrer Obhut lässt, ist die einzige Figur, die im Verlauf des Romans mehrere Rollen einnimmt, und deren Identitäten nicht nur in der Projektion anderer existieren.
Hans Pischke ist ein ehemaliger Schauspieler, der bereits seit vier Jahren im Auffanglager lebt. An ihm wird am deutlichsten, wie sehr der beengte Raum und die mangelnde Privatsphäre den Verlust von Identität provozieren. Hans, der bereits vor seiner Ankunft in West-Berlin mehrere Jahre in DDR-Gefängnissen zugebracht hat, scheint außerhalb der Lagerenge nicht mehr existieren zu können. Verschiedene Jobangebote, die ihn aus dem Lager heraus geführt hätten, lehnt er ab, Kontakte zu Menschen außerhalb des Lagers pflegt er nicht. Zwischen ihm und Nelly, die ihn anfangs für seltsam hält, da er sie ständig beobachtet und verfolgt, entwickelt sich eine freundschaftliche Zuneigung. Hans Pischke ist gleichzeitig das offenkundigste Beispiel für die Identitätsbildung durch die Wahrnehmung anderer: Obwohl er Regimekritiker in der DDR war, streut eine Lagerbewohnerin das Gerücht, er sei ein Stasispitzel, woraufhin er brutal zusammen geschlagen wird. Die Identität als Spion bleibt an ihm haften. Gegen Ende des Buches erfährt Hans, dass seine vierzehnjährige Tochter Doreen, zu der er zuvor keinen Kontakt hatte, zwecks Familienzusammenführung aus der DDR zu ihm ins Lager ziehen wird. Eine nähere Beziehung entwickelt sich während der Romanhandlung nicht mehr zwischen beiden, in der Nacht vor ihrer Ankunft versucht Hans sich sogar das Leben zu nehmen, sein Selbstmordversuch scheitert aber.
Der Titel des Romans erweckt im ersten Moment positive Gefühle von Romantik, Freiheit, gemütlichem Beisammensein. Er bezieht sich jedoch auf ein Feuer, das am Ende des Romans während der Weihnachtsfeier in der Kantine des Notaufnahmelagers ausbricht.

## Autobiographische Bezüge
Nach ihrer Übersiedlung nach Westdeutschland 1978 lebte Julia Franck mit ihrer Mutter und ihren drei Schwestern neun Monate im West-Berliner Notaufnahmelager Marienfelde, in dem auch der Roman spielt.
Die Autorin selbst weist darauf hin, dass sie Figuren und Handlung frei erfunden habe, die im Roman geschilderte Atmosphäre der Angst und Sehnsucht aber autobiographisch sei. In die Darstellung seien persönliche Erinnerungen beispielsweise an „die Enge im Notaufnahmelager, die fehlende Trennung von Privatsphäre und Öffentlichkeit“ eingegangen. In eigenen Erfahrungen verwurzelte Themen wie „die Ungewissheit und die Bruchstellen in den Lebenswegen der Menschen“ und Fragen nach „der Identität, des Dazugehörens“ seien zentral für den Roman.
Die Kritik lobte die gelungene Transformation von autobiographischem Material in literarischen Stoff. So urteilte Ulrich Rüdenauer in der Frankfurter Rundschau: „Dass ihr neuer Roman Lagerfeuer aber kein autobiografischer Bericht, sondern eine literarische Spurensuche in einem Niemandsland ist, sollte gleich positiv vermerkt werden: Die Autorin verteilt das Erfahrene – die Enge, die Angst, das Vakuum, die Kommunikationslosigkeit – auf verschiedene Figuren“. Hans-Peter Kunisch (SZ) sah die „Authentizitätsvermutung“ schon durch „die komplexe Erzählperspektive“ widerlegt – man gewinne „den Eindruck, die Autorin erzähle den ihr nahen Stoff von sich weg“. Andreas Nentwich befand in der NZZ, Julia Franck „sei als Autorin längst darüber hinausgewachsen, in den Erfahrungen ihrer Figuren ‚nach sich zu suchen‘“. Und Cornelia Geissler schrieb in der Berliner Zeitung: „Julia Franck [...] hat eigene Erfahrungen in dem Buch verarbeitet. Verarbeitet im Sinne von: benutzt. Hier findet weder eine allgemein gültige Geschichts-Aufarbeitung statt, noch eine Gefühlsschau, wie sich Klein-Julia in der Zwischenwelt zwischen Ost und West gefühlt habe“.

## Themen
Julia Franck selbst formulierte in ihrer Dankesrede zur Verleihung des Marie Luise Kaschnitz-Preises der Evangelischen Akademie Tutzing, den sie 2004 insbesondere für Lagerfeuer erhielt, zum Kern des Romans:
„Wenn ich in meinem hier besonders geehrten Buch Lagerfeuer versucht habe, ein Stück aus dem Inneren deutsch-deutscher Geschichte zu schreiben, dann weniger mit dem Anliegen, die gute bundesdeutsche Demokratie gegen die schlimme Diktatur der DDR auszuspielen. Vielmehr ist das Lager, wie es das zwischen Deutschland Ost und West gegeben hat, ein Sinnbild für unser ganzes Deutschland heute. Allein die Beschreibung der Bürokratie, mit der ein Verwaltungsriese wie Deutschland lebt, die unseren Herzschlag misst, war der Versuch einer literarischen Annäherung an uns. Vielleicht ist es ein Buch mitten aus unserem deutschen Wartesaal: Wohlstand, Arbeit, Freiheit und Glück – sie alle werden innigst erwartet – und während dessen stehen wir auf der Schwelle von einem Zustand zum anderen, ängstigen uns ein wenig, lieben uns ein wenig, hoffen und erwarten – warten auf das Glück.“
Neben den offensichtlichen politischen Themen und der Not der Flüchtlinge zwischen Demokratie, Politisierbarkeit, politischer Vereinnahmung, Individualität und dem Kampf um das Recht auf Privatleben, der insbesondere anhand Nellys stolzer Haltung und ihrer beharrlichen Reklamation dieses Rechts thematisiert wird, verhandelt Lagerfeuer zwei Themen, die in Julia Francks Werk prominent sind: Mutterschaft und weibliche Emanzipation. Mit ihren schriftstellerischen und journalistischen Beiträgen nimmt die Autorin Stellung zu aktuellen Feminismus-Debatten, sie beleuchtet diese Thematiken aber immer auch im historischen Kontext ihrer Erzählungen. Damit übt sie Kritik an den rigiden Erwartungen der Gesellschaft an Frauen mit Kindern.
Wie auch in anderen Texten der Autorin sind die Väter in Lagerfeuer abwesend oder leben ihre Vaterrolle nicht. Wassilij Batalow, der Vater von Katja und Aleksej, hat vermeintlich Selbstmord begangen, Hans Pischke hat bis zu ihrer Pubertät keinen Kontakt zu seiner Tochter, und der Vater von Krystyna beleidigt seine Tochter in einem fort, anstatt ihre Hingabe für den Bruder und sich selbst anzuerkennen.
Verhältnisse zwischen Müttern und ihren Kindern werden aus mehreren Blickwinkeln dargestellt. Neben den prominenten Schilderungen aus Nellys Sicht erhält der Leser auch Einsichten durch die Erzählungen der anderen Figuren, wodurch beim Leser auch bezüglich dieser Thematik Spannungen zwischen den verschiedenen Interpretationen entstehen.
Wenn Nelly erzählt, betont sie ihre Hingabe zu und die enge Verbundenheit mit ihren Kindern. Dies wird besonders im ersten Kapitel deutlich, als sich Nelly um ihre Kinder sorgt, während diese von den Grenzsoldaten verhört werden. Ihre Kinder geben aber auch ihr ein Gefühl von Perspektive, Routine und Normalität, insbesondere während der eigenen Befragungen an der Grenze und im Lager und der mit ihnen einhergehenden Demütigung. Nellys Liebe zu Aleksej und Katja ist unbezweifelbar, sie beschreibt sie allerdings als physische Manifestation von Erinnerung – objektiviert sie also in ihrer Beziehung zu ihrer eigenen Vergangenheit in der DDR bzw. zu ihrer Liebe zu ihrem Vater.
Die Liebe zu ihren Kindern bleibt gleich stark, auch wenn das Lagerleben das Muttersein schwieriger macht und die Kinder ihr scheinbar zur Last werden. Der Leser zweifelt erst an Nelly als Mutter, als sie es selbst tut. Dies geschieht in einer Unterredung mit einem Arzt, nachdem Aleksej nach Übergriffen durch seine Mitschüler mit starken Blutergüssen ins Krankenhaus eingeliefert wird. Gemessen an Erwartungen der westlichen Gesellschaft hat Nelly als Mutter versagt: Aleksej ist untergewichtig, und Nelly wird Misshandlung und Vernachlässigung vorgeworfen. Ihr Unwille, einen „niederen“ Job anzunehmen, der ihrer Qualifikation als Chemikerin nicht genügt, kann einerseits bewundert werden, andererseits ist er nicht vereinbar mit ihrer Mutterrolle, da aus der finanziellen Not der Familie Probleme für die Kinder resultieren. Nelly tritt in einen ständigen Kampf gegen eine westliche Oberflächlichkeit, die sich auf die äußerliche Erscheinung und die Herkunft konzentriert. Die Identität der Flüchtlinge konstituiert sich durch das ihnen im Westen Angebotene. Nelly wird als Mutter anhand jener Dinge bewertet, die sie und ihre Kinder nicht haben. So steht sie stark in Kontrast zur Mutter Oliviers, Frau Rothe, die in Reitkleidung mit ihrem Sohn an Aleksejs Krankenbett erscheint und dem misshandelten Kind als Entschuldigung eine Kassette schenkt, die Aleksej nicht einmal abspielen kann, da er keinen Rekorder besitzt. Julia Franck übt implizit Kritik an beiden Typen von Müttern, sowohl dem, der sein Kind zwar materiell bestens versorgt, ihm aber emotional nicht nahe kommt, als auch jenem, der seine Kinder nicht ausreichend hoch priorisiert.
Nelly schiebt die Schuld an ihrer Situation auf die Bürokratie und Institutionen, als Reaktion verschließt sie sich zunehmend gegenüber ihren Kindern. Dieser Rückzug von der Familie und die schwierige emotionale Situation äußern sich vor allem im Mutter-Tochter-Verhältnis. Ein zentrales Motiv in Julia Francks Werk ist die Sehnsucht der Tochter nach Nähe zur Mutter, die ihr verwehrt wird, da die Mutter mit Schweigen und Kälte reagiert. Die Motivation der Mutter für ihr Verhalten kann aus der Tochterperspektive nicht nachvollzogen werden. Nellys Charakter ist jedoch viel komplexer als in der Beziehung zu ihrer Tochter dargestellt. Sie selbst sieht die Gründe für die wachsende Distanz zu ihren Kindern als unvermeidbar. Nellys vermeintliches Scheitern als Mutter beleuchtet, inwieweit ihre Idee vom Muttersein mit westlichen Erwartungen kollidiert.
Zentral für die Diskussion der Mutterrolle im Roman ist auch die Frage, inwieweit Frauen ihre eigene Identität um ihre Kinder herum organisieren müssen. Nelly sucht im Verlaufe des Romans zunehmend Kontakt zu anderen Erwachsenen. Der Leser bewertet Nelly aufgrund der noch immer üblichen Annahme, dass Mütter vor allem oder sogar ausschließlich für ihre Kinder existieren. Wut und Muttersein sind im Zusammenhang „unethisch“ – um als Mutter wütend sein zu können, muss Nelly zeitweise „aufhören“, Mutter zu sein. Sie schlüpft zu diesem Zweck in verschiedene Rollen. Auch das Muttersein ist eine Rolle, ein Teil ihrer Identität, und nicht ihre vorrangige Beschäftigung in ihrer aktuellen, unmöglichen Situation: Nelly muss gleichzeitig sich selbst, aber auch ihren Kindern alles sein.
Ein weiteres zentrales Thema von Lagerfeuer sind außerdem die Auswirkungen von (fehlendem) Raum auf die Identität des Menschen in urbanen Lebensräumen. Das Konzept von „Zuhause“ als Raum, in dem sich der Mensch frei entfalten kann, wird idealisiert, da nur dort Intimität möglich scheint. Im Lager hingegen sind die Bewohner in der Entwicklung und Entfaltung ihrer Identitäten stark beschränkt durch die Enge. Einzig Nelly erhält sich durch ihre ständige Selbstreflexion innerhalb der beschränkten Möglichkeiten eine gewisse Flexibilität und nimmt verschiedene Identitäten an: Aus der Perspektive der anderen ist sie abwechselnd Spionin, Philosophin, Verführerin bzw. Objekt der Begierde, junge (überforderte und mitleiderregende) Mutter und (für Hans) „tschechische Märchenprinzessin“; ihre Wahrnehmung ihrer selbst, z. B. als Chemikerin, steht bisweilen in scharfem Kontrast zu diesen externen Zuschreibungen. Die Identität der anderen Lagerbewohner wird anstatt von ihnen selbst vor allem von anderen determiniert. Die Charaktere, insbesondere Krystyna und Hans, fügen sich diesen neuen, ihnen zugeschriebenen Rollen. Krystyna scheint sich als einzige der Identitäten bewusst zu sein, die sie alle miteinander teilen (Flüchtlinge, Fremde, Immigranten, arbeitende Arme); sie ist auch die Einzige, der es am Ende gelingt, das Lager zu verlassen. Selbst die Identität von John Bird, der kein Bewohner des Lagers ist, wird einzig über seinen Job bestimmt, der wiederum mit Marienfelde in direktem Zusammenhang steht. Und diese Identität durchdringt sein Denken und Handeln und damit auch den Möglichkeitsraum von Beziehungen zu anderen.
Die engsten Beziehungen bestehen im Werk Julia Francks immer zwischen Geschwistern. So auch in Lagerfeuer im Fall von Aleksej und Katja. Die gemeinsamen Erlebnisse, vom Verhör durch die DDR-Grenzsoldaten bis hin zur Ausgrenzung in der neuen Schule, verstärken ihre Kameradschaft und ihr Verständnis füreinander.
Trotz ihrer Flucht aus der DDR bleiben die Figuren in Lagerfeuer in einem Raum zwischen Vergangenheit und Zukunft stecken, dem sie nicht entfliehen können. Ein wichtiges Symbol für das Motiv der vereitelten Flucht ist der Rabe mit dem gebrochenen Flügel, den Aleksej und Katja aufnehmen, um ihn zu pflegen.
In seiner Laudatio auf Julia Franck anlässlich der Verleihung des Marie Luise Kaschnitz-Preises sagte Arnold Stadler: „Im Buch Lagerfeuer ist der Mensch ein Kandidat des Unglücks und das Leben ist kein Quiz, sondern eine Folge von Umständen. Weniger begabte Autoren würden hier mit den Verantwortlichen abrechnen, recherchieren nach Art eines Sachbuchs und Namen nennen. Franck aber vergegenwärtigt Menschen, lässt sie sein und bleiben. Mit Vergangenheit und Zukunft. [...] Julia Franck hat diesen Menschen ein Denkmal gesetzt, in dem wir lesen können, auch uns selbst, bald wurden wir so sehr hineingezogen, als wären diese Geschichten unsere, die wir doch auch unsere kleine Fluchtgeschichte haben“.

## Rezeption
Edo Reentz zufolge befasst sich die Öffentlichkeit meist in verbissener Verdächtigung oder ulkhafter Nostalgie mit Fluchten aus der DDR. Mit Lagerfeuer sei es Julia Franck gelungen, einen Roman über eine Ausreise zu verfassen, "der den Geist dieser epischen Gerechtigkeit atmet". Erzählt aus vier Perspektiven stelle Lagerfeuer seine Figuren weder bloß noch entschuldige er sie, auf eine Abrechnung mit der DDR warte der Leser vergebens. Der Ton sei lakonisch und zuweilen unerbittlich, immer frei von Klischees erzähle Julia Franck sowohl Kleinigkeiten als auch besonders schwierige Szenen. Das Besondere an dem stark autobiografischen Roman ist für Edo Reentz, dass für die Protagonistin Nelly Sennf "Sicherheit und Wohlstand, ja selbst Freiheit" relative Größen seien, auf die sie auch im Westen nicht hereinfällt. "So einen Roman hatten wir noch nicht." Edo Reentz: Im Westen viel Neues, Frankfurter Allgemeine Zeitung, 7. Oktober 2003
Hans-Peter Kunisch erläutert zunächst, dass Julia Franck selbst als Kind über die DDR-Grenze nach Westberlin kam und im Auffanglager Marienfelde lebte, in dem auch ein beträchtlicher Teil von Lagerfeuer spielt. Darin liegt seiner Meinung nach ein wesentlicher Teil der Attraktion des Romans. Trotzdem gelinge es der Autorin, den ihr nahen Stoff von sich wegzuerzählen. Die Sprache sei schmucklos und klar, Franck vermeide eindeutige Stellungnahmen zum Erzählten und erinnere darin an Heinrich Böll oder Martin Walser. Kunisch lobt, dass die schwierigsten Szenen besonders gut geschrieben seien. Durch die vier unterschiedlichen Erzählperspektiven entstehe ein "historisch-politischer Überblick", dennoch überzeuge nur die Sicht von Nelly Senff durchgängig. "Hinter dem zeitgeschichtlichen Gerüst des Romans leuchtet aber vor allem das Bild der ebenso mutigen wie verletzlichen, ebenso attraktiven wie zähen, ebenso hoffnungslosen wie liebenden Mutter hervor. Ihr vor allem hat Julia Franck mit diesem Roman ein Denkmal gesetzt." Hans-Peter Kunisch: Unsichere Fluchtbewegung, Süddeutsche Zeitung, 30. September 2003
Ulrich Rüdenauer weist auf die autobiografischen Anklänge des Romans hin, stellt aber zugleich heraus, dass es sich viel eher um eine "literarische Spurensuche in einem Niemandsland" handle. "Die Autorin verteilt das Erfahrene – die Enge, die Angst, das Vakuum, die Kommunikationslosigkeit – auf verschiedene Figuren und lässt ein kleines, intensives Episodendrama entstehen." Die schreckliche Zeit im Aufnahmelager beschreibe die Autorin mit einer schmucklosen, manchmal glatten, aber umso eindringlicheren Sprache, die die Ausweglosigkeit der Protagonisten passend wiedergebe. Julia Franck wähle eine seltsame sprachliche Gefasstheit für unfassbare Zustände und fände immer die passenden Zwischentöne – ganz ohne verklärende Romantik oder Wehmut. Ulrich Rüdenauer zufolge liegt die Schwäche des Romans in einigen etwas plakativ erzählten Passagen, wie zum Beispiel dem Verhör Nellys beim amerikanischen Geheimdienst, das "wie aus grauen Akten abgepaust" wirke. "Dass mit Lagerfeuer jedoch etwas erzählt wird, das weit über die momentan modische Ridikülisierung und Nostalgisierung der DDR-Wirklichkeit hinausgeht, macht Eindruck." Ulrich Rüdenauer: Traumzerstörungspassage, Frankfurter Rundschau, 8. Oktober 2003
Laut Sabine Peters widmet Julia Franck sich in Lagerfeuer dem literarisch eher selten bearbeiteten Kalten Krieg – einem Thema, das im Zusammenhang mit ihrer Lebensgeschichte stehe. Trotzdem flössen diese Erfahrungen eher im Hintergrund mit ein, vorrangig ginge es um vier verschiedene Protagonisten. Diese sollten gleichrangig sein, was aber Peters zufolge nicht immer ganz gelinge: Krystina und Pischke verblassen neben Nelly Senff und dem amerikanischen Geheimdienstmann John Bird, der als Verkörperung der Macht einen wichtigen Gegenpol zu den anderen Figuren darstelle. Eine weitere Schwäche sieht Peters in der Konstruktion des Romans, der teils etwas unglaubwürdig strukturiert wirke. "Mit Distanz und Diskretion" schildere Franck die Figuren, die im Aufnahmelager Marienfelde vor allem Desillusion erfahren und im Westen nicht die versprochene Freiheit erleben. Bei dieser Darstellung werde Julia Franck aber nicht larmoyant, mit Lagerfeuer lege sie keine "zum Roman geronnene Anklageschrift" vor.  Der Roman psychologisiere nicht oder arbeite gar therapeutisch auf, er zeige mehr als er erkläre. "Es gibt eine Distanz, die als Haltung des nicht-zu-nahe-Tretens etwas Rücksichtsvolles, Taktvolles hat; so ist es in Lagerfeuer, – und so entsteht ein Raum, der es den Lesern ermöglicht, sich den Empfindungen der Figuren anzunähern." Sabine Peters: Kühle Lagerstimmung, Deutschlandfunk Büchermarkt, 29. Oktober 2003
Für Thomas Brussig ist das Verlassen der Heimat eine einschneidende Erfahrung und ein großer Erzählstoff, besonders wenn es sich dabei um ein kollektives Erlebnis handelt, wie bei Fluchten und Ausreisen aus der DDR. Dennoch wurde seines Erachtens wenig Bemerkenswertes darüber geschrieben. Julia Franck sei genau dies gelungen. Konzentriert und unaufdringlich erzähle die junge Autorin, mit klarer Sprache und rätselhaften Figuren. In Lagerfeuer wird aus den Perspektiven von vier Protagonisten erzählt, die aber deutlich voneinander abgetrennt würden – "lästiges Rätselraten" bleibe dem Leser so erspart. Franck meide dabei die "nichts sagenden und literarisch tödlichen drei Buchstaben DDR" und widme sich eher den Verheißungen des Westens und dem vermeintlichen Freiheitsversprechen. Brussig zufolge erzählt Julia Franck "fast mit der Konsequenz eines Brechtschen Lehrstücks" und nähere sich trotz autobiografischer Anklänge souverän dem Thema an. "Ein Glücksfall: Lagerfeuer ist ein ganz bemerkenswerter Roman." Thomas Brussig: Unsanfte Landung, Spiegel, 29. September 2003

## Verfilmung
Lagerfeuer wurde 2012–2013 unter dem Titel „Westen“ für das Kino verfilmt. Regie führte Christian Schwochow, in den Hauptrollen spielen Jördis Triebel, Anja Antonowicz, Alexander Scheer und Jacky Ido.
Über die Jahre der Entwicklung des Drehbuchs arbeiteten mehrere Autoren an verschiedenen Fassungen mit, u. a. Julia Franck selbst. Das Drehbuch, auf dem der Film nun beruht, ist eine freie Adaption des Romanstoffs aus der Feder von Heide Schwochow.
Während die Romanvorlage durch ihre Multiperspektivität geprägt ist, hat der Film eine eindeutige Hauptfigur in der von Jördis Triebel verkörperten Nelly Senff, der die Dramaturgie folgt. Das Feuer, auf das sich der Titel des Romans bezieht, gibt es in der Verfilmung nicht mehr.
Weltpremiere hatte der Film am 25. August 2013 auf dem Festival des Films du Mondes in Montreal, wo er den Preis der Filmkritiker- und Filmjournalisten-Vereinigung FIPRESCI in der Festivalsektion „World Competition“ erhielt; Jördis Triebel wurde als „Beste Darstellerin“ ausgezeichnet.
In Deutschland hatte der Film am 25. Oktober 2013 auf den Internationalen Hofer Filmtagen Premiere.
Die ersten Rezensenten lobten insbesondere Triebels darstellerische Leistung und Schwochows einfühlsamen Umgang mit der deutsch-deutschen Thematik, übten aber auch Kritik an verschiedenen Aspekten des Films. Während Ronnie Scheib in Variety die psychologische Konstruktion der Filmfigur Nelly Senff als zu wenig spezifisch und farbenfroh bemängelte, wodurch „Westen“ sich in Details verstricke, kritisierte Kerstin Decker im Tagesspiegel das aus ihrer Sicht zu plötzliche und allzu harmonische Ende des Films.

## Ausgaben
- Lagerfeuer. Roman. DuMont, Köln 2003, ISBN 3-8321-7851-1.
- Lagerfeuer. Roman. Dtv, München 2005, ISBN 3-423-13303-1.
- Lagerfeuer. Roman. Fischer Taschenbuch, Frankfurt am Main 2012, ISBN 978-3-596-51215-7.